# Protecció tèrmica

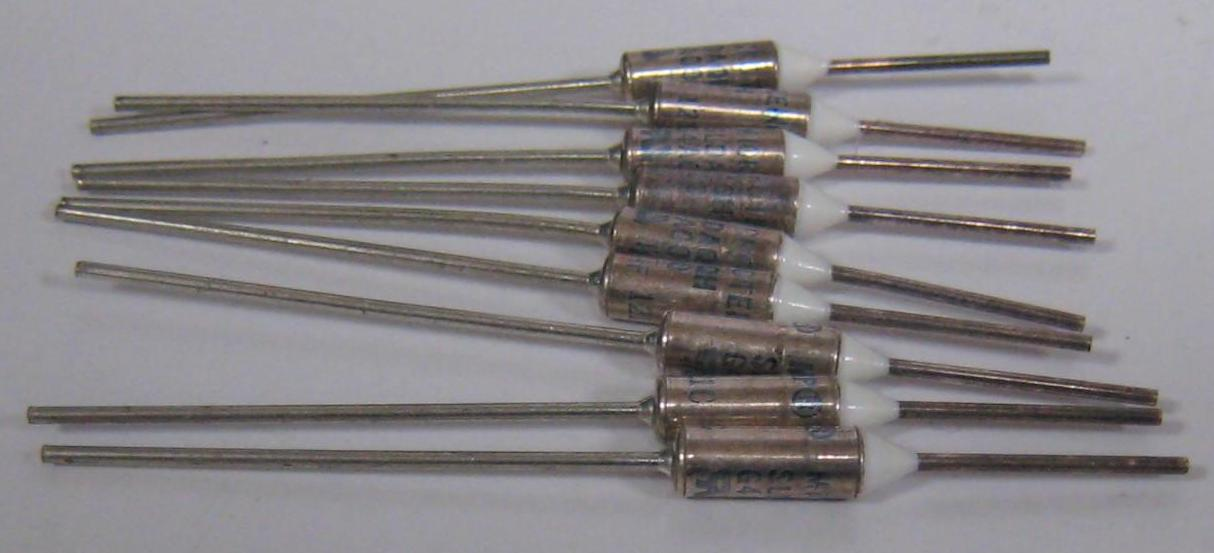
Assortiment de fusibles tèrmics

La protecció tèrmica (o protector tèrmic) és el sistema o dispositiu de seguretat elèctrica que interromp el corrent elèctric a través d'un dispositiu que és sobreescalfat a una temperatura especifica. Aquests dispositius poden ser d'un sol ús o es poden restablir manualment o automàticament.

## Termofusibile

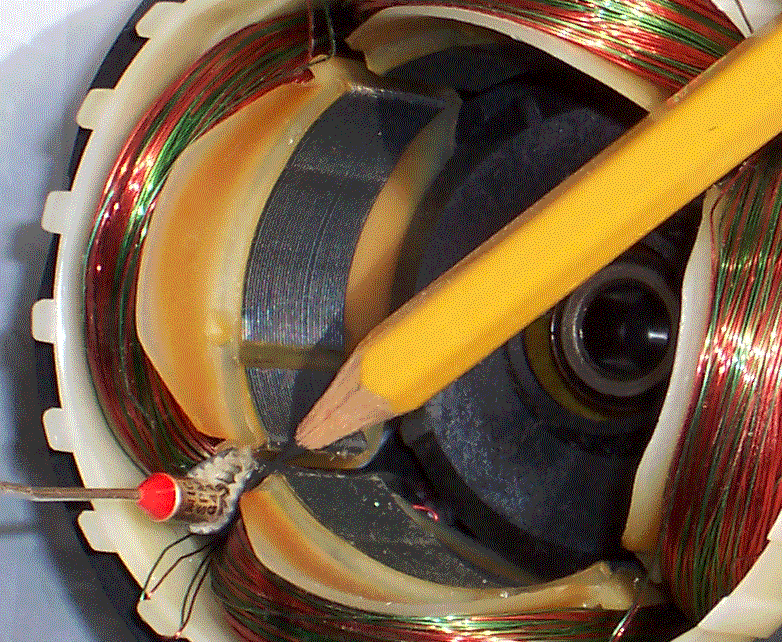
Un fusible tèrmic que protegeix els bobinats d'un petit motor

Un fusible tèrmic (o termofusibile) és una protecció tèrmica que utilitza un enllaç de fusible d'un sol ús. A diferència d'un interruptor tèrmic que es pot restablir automàticament quan la temperatura baixa, el fusible tèrmic és més com un fusible elèctric: un dispositiu d'un sol ús que no es pot reiniciar i que ha de ser reemplaçat quan falla o s'activa. Un fusible tèrmic s'utilitza quan el sobreescalfament és el resultat d'una ocurrència poc freqüent, com ara un problema que requereix reparació (que també se substituiria el fusible) o substitució al final de la seva vida útil.

## Interruptor tèrmic

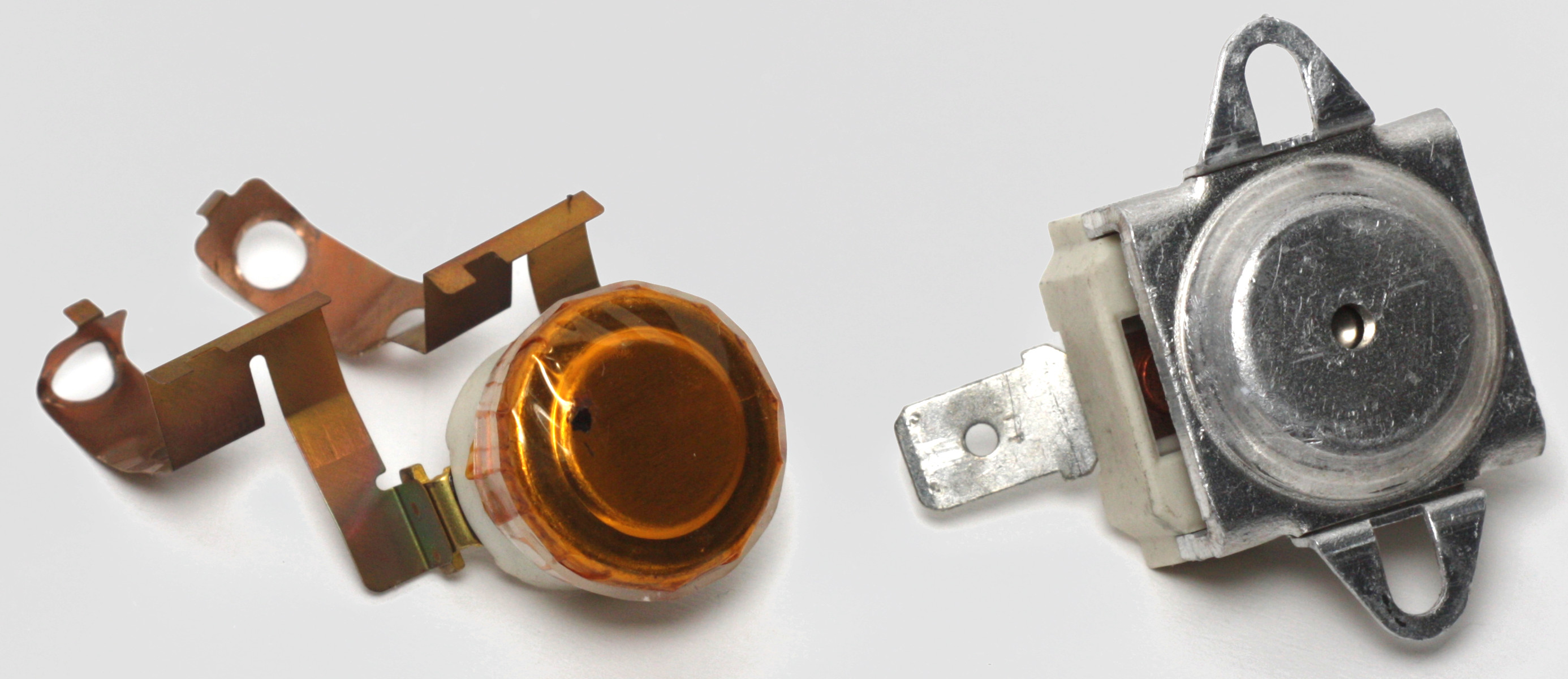
Dos interruptors tèrmics

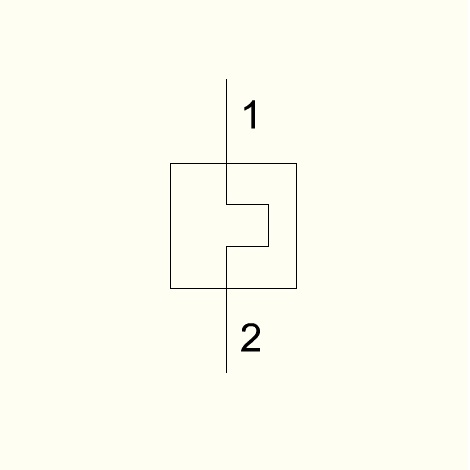
Símbol esquemàtic d'un interruptor de sobrecàrrega tèrmica

Un interruptor tèrmic (o commutador tèrmic, a veges anomenat reset tèrmic o en anglès thermal cutout (TCO)) és un dispositiu que normalment s'obre a una temperatura elevada (sovint amb un feble so de "drigar") i es torna a tancar quan cau la temperatura. L'interruptor tèrmic pot ser una làmina bimetàlica, sovint encapsulada en un bulb de vidre tubular per protegir-la de la pols o de curtcircuits. Un altre disseny comú utilitza un tap bimetàlic en forma de cúpula poc profunda que "clica" a una forma de tapa invertida cap a fora quan s'escalfa, com la marca "Klixon" de protectors tèrmics.